# Wiesen bei Dreisel
Wiesen bei Dreisel este o arie protejată (arie specială de conservare — SAC, sit de importanță comunitară — SCI) din Germania întinsă pe o suprafață de 73,84 ha, integral pe uscat.

## Localizare
Centrul sitului Wiesen bei Dreisel este situat la coordonatele 50°47′32″N 7°35′28″E / 50.7922°N 7.5911°E.

## Înființare
Situl Wiesen bei Dreisel a fost declarat sit de importanță comunitară în martie 2001 pentru a proteja 2 specii de animale. Situl a fost protejat și ca arie specială de conservare în septembrie 2004.

## Biodiversitate
Situată în ecoregiunea continentală, aria protejată conține 4 habitate naturale: Pajiști cu Molinia pe soluri calcaroase, turboase sau argilos-nămoloase (Molinion caeruleae), Liziere de ierburi înalte hidrofile de câmpie și de nivel montan până la alpin, Fânețe de joasă altitudine (Alopecurus pratensis, Sanguisorba officinalis), Păduri aluvionare cu Alnus glutinosa și Fraxinus excelsior (Alno-Padion, Alnion incanae, Salicion albae).
La baza desemnării sitului se află mai multe specii protejate de  nevertebrate (2): phengaris nausithous (Maculinea nausithous), Maculinea teleius